# Poppelau
Poppelau, polnisch Popielów (auch Alt Poppelau) ist ein Dorf und Hauptort der gleichnamigen Landgemeinde in der Woiwodschaft Opole (Oppeln) im Powiat Opolski in Polen.

## Geographie

### Geographische Lage
Poppelau liegt im Westen der historischen Region Oberschlesien an der Grenze zu Niederschlesien. Der Ort liegt ca. 23 km nordwestlich von der Kreisstadt und Woiwodschaftshauptstadt Oppeln.
Poppelau liegt an der Bahnstrecke Opole–Jelcz-Laskowice. Durch den Ort verlaufen die beiden Woiwodschaftsstraßen Droga wojewódzka 457 und Droga wojewódzka 458. Südlich vom Ort fließt die Brinnitze, ein Nebenfluss des Budkowitzer Baches.

### Ortsteile
Zu Poppelau gehören Försterei Heidchen (Leśniczówka Kabachy) sowie die Weiler Am Walde (Kabachy), Lindenwäldchen (Lipie Laski) und Wielopole (1936–1945 Großfelde).

### Nachbarorte
Nordöstlich von Poppelau liegt das Dorf Sacken (poln. Lubienia). Im Osten liegen Neu Schalkowitz (poln. Nowe Siołkowice), im Südosten Alt Schalkowitz (poln. Stare Siołkowice), im Südwesten Klink (poln. Popielowska Kolonia) und im Westen Rybna (dt. Riebnig).

## Geschichte

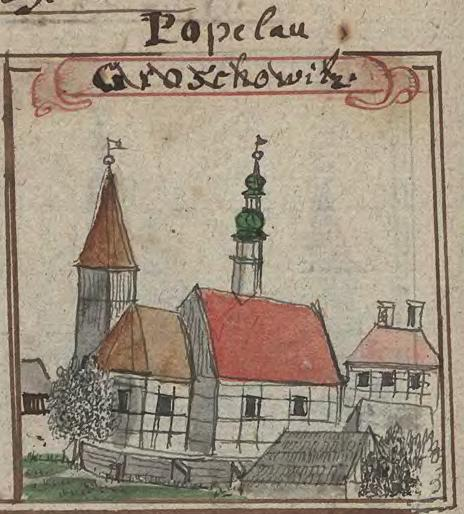
Kirche in Poppelau – Darstellung aus dem 18. Jahrhundert

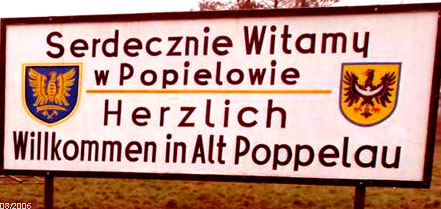
Zweisprachige Willkommenstafel in Poppelau

Poppelau wurde 1286 erstmals erwähnt. 1343 wurde der Ort als Popelow erwähnt, 1532 als Poppelaw. Für die Bedeutung des Ortsnamens gibt es mehrere Versionen. Adamy leitet den Namen von der Beschaffenheit der Gegend ab und übersetzt den Ortsnamen mit Aschendorf. In anderen Werken, wird erwähnt, dass sich der Name vom ehemaligen Besitzer Popiel ableitet.
1742 fiel Poppelau mit dem Großteil Schlesiens an Preußen.
Nach der Neuorganisation der Provinz Schlesien gehörte die Landgemeinde Poppelau ab 1816 zum Landkreis Oppeln im Regierungsbezirk Oppeln. 1845 bestanden im Dorf eine katholische Filialkirche, eine katholische Schule, eine königliche Waldwärterei, eine königliche Oberförsterei und 238 weitere Häuser. Im gleichen Jahre lebten in Poppelau 1929 Menschen, davon 71 evangelisch und 31 jüdisch. 1874 wurde der Amtsbezirk Alt Poppelau gegründet, welcher aus den Landgemeinden Alt Poppelau, Poppelau Kolonie und Sacken und dem Gutsbezirk Poppelau bestand. Erster Amtsvorsteher war der Leutnant von Schmid in Alt Schalkowitz.
Bei der Volksabstimmung in Oberschlesien am 20. März 1921 stimmten 1548 Wahlberechtigte für einen Verbleib bei Deutschland und 517 für Polen. Alt Poppelau verblieb beim Deutschen Reich. 1933 lebten im Ort 2863 Einwohner. 1939 hatte der Ort 2946 Einwohner. Bis 1945 befand sich der Ort im Landkreis Oppeln.
1945 kam der bisher deutsche Ort zu Polen und heißt seither amtlich Popielów und wurde der Woiwodschaft Schlesien angeschlossen. Nach dem Krieg ist nur ein relativ geringer Teil der einheimischen Bevölkerung vertrieben worden, wodurch sich noch bis heute eine einheimische Bevölkerung in der Gemeinde erhalten hat. 1945 wurde der Ort dem provisorischen Verwaltungsbezirk I (Śląsk Opolski, Oppelner Schlesien) zugeteilt. 1946 wurde daraus die damalige Woiwodschaft Schlesien. Seit deren Teilung 1950 gehört er zur Woiwodschaft Opole. Auf Kreisebene kam der Ort 1999 zum wiedergegründeten Powiat Opolski. Am 30. September 2014 erhielt der Ort zusätzlich den amtlichen deutschen Ortsnamen Poppelau.

## Sehenswürdigkeiten

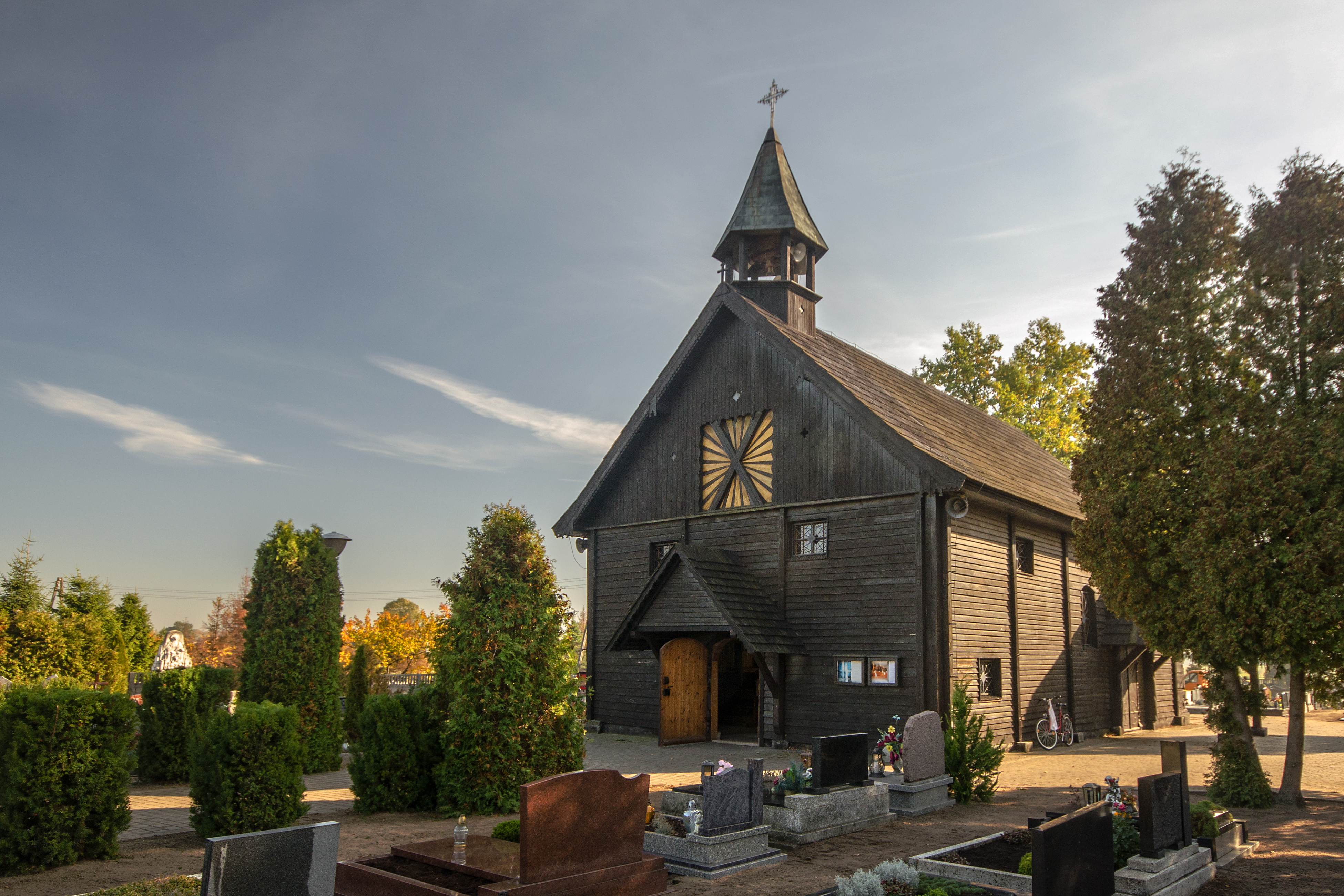
Schrotholzkirche Andreaskirche von 1654

- Die römisch-katholische Andreaskirche ist eine Schrotholzkirche. Sie wurde 1654 erbaut und besitzt eine barocke Ausstattung. 1887 wurde die Kirche von ihrem ursprünglichen Standort auf den Dorffriedhof verlegt. Seit 1954 steht die Kirche unter Denkmalschutz.[10]
- Die römisch-katholische Kirche Maria Königin der Engel (poln. Kościół Najświętszej Maryi Panny Królowej Aniołów) ist die Pfarrkirche der gleichnamigen Pfarrei in Poppelau. 1883 wurde für Poppelau eine selbstständige Pfarrei gegründet. Aufgrund des starken Bevölkerungsanstieg im 19. Jahrhundert in Poppelau, reichte der Platz in der Schrotholzkirche für die Gläubigen nicht mehr aus. Anstelle der Schrotholzkirche wurde zwischen 1887 und 1889 eine steinerne neue Kirche erbaut. Die Schrotholzkirche wurde auf den Friedhof verlegt. Das neogotische Kirchengebäude besitzt ein rechteckiges Langhaus, ein dreiseitig geschlossenen Chor sowie an der Südostseite einen Glockenturm. Die Innenausstattung stammt größtenteils aus der Schrotholzkirche. Die barocken Seitenaltäre stammen aus dem 17. und 18. Jahrhundert. Der Hauptaltar sowie die Kanzel wurden im neogotischen Stil errichtet.[2]
- Denkmal für die Gefallenen der beiden Weltkriege an der Kirche Maria Königin der Engel
- Holzstatue des Hl. Nepomuk

## Vereine
- Deutscher Freundschaftskreis Poppelau[11]
- Freiwillige Feuerwehr OSP Popielów